# Бойл, Чарльз, 2-й граф Бёрлингтон
Чарльз Бойл, 3-й граф Корк и 2-й граф Берлингтон, 4-й барон Клиффорд (англ. Charles Boyle, 3rd Earl of Cork and 2nd Earl of Burlington, 4th Baron Clifford; ок. 1669 — 9 февраля 1704 года) — англо-ирландский пэр, придворный и политик.

## Ранняя жизнь
Достопочтенный Чарльз Бойл был старшим сыном Чарльза Бойла, 3-го виконта Дангарвана (1639—1694), и его первой жены, леди Джейн Сеймур (1637—1679).

## Карьера
В 1690 году Чарльз Бойл стал членом ирландского парламента от Эпплби (1690—1694), а также губернатором графства Корк в следующем году. В 1694 году он оставил свой пост, унаследовав от отца титулы виконта Дангарвана, барона Клиффорда и барона Клиффорда из Лейнсборо.
В 1695 году Чарльз Бойл был принят в Тайный Совет Ирландии и назначен лордом-верховным казначеем Ирландии (1695—1704). В 1698 году он унаследовал от своего деда титулы 2-го графа Берлингтона и 3-го графа Корка и в том же году был назначен лордом спальни. В 1699 году он был назначен лордом-лейтенантом Уэст-Райдинга Йоркшира, а в 1702 году принят в состав Тайного совета Англии.
Чарльз Бойл скончался 9 февраля 1704 года, и его титулы перешли к его старшему сыну Ричарду, 3-му графу Бёрлингтону.

## Личная жизнь и смерть
26 января 1688 года в Эли-хаусе Чарльз Бойль женился на Джулиане Ноэль (19 мая 1672 — 17 октября 1750), единственной дочери и наследнице достопочтенного Генри Ноэля (1642—1677), который был вторым сыном Баптиста Ноэля, 3-го виконта Кэмпдена, от его третьей жены Эстер Уоттон.
У них было пятеро выживших детей:
- Леди Элизабет Бойл (1690 — 25 ноября 1755), замужем с 1719 года за сэром Генри Бедингфелдом, 3-м баронетом (1683/1690 — 1760).
- Ричард Бойл, 3-й граф Берлингтон (25 апреля 1694 — 4 декабря 1753)
- Леди Джулиана Бойл (ок. 1697 — 26 марта 1739), замужем с 1717 года за Чарльзом Брюсом, 3-м графом Эйлсбери (1682—1747).
- Леди Джейн Бойл (1699—1780), умерла незамужней.
- Леди Генриетта Бойл (1701 — 13 декабря 1746) вышла замуж в 1726 году за своего дальнего родственника Генри Бойла, 1-го графа Шеннона (1682—1764).

Чарльз Бойл, 2-й граф Берлингтон, скончался 9 февраля 1704 года. Вдовствующая графиня, его вдова Джулиана служила леди спальни при дворе королевы Анны Стюарт.